# Veit Wyler

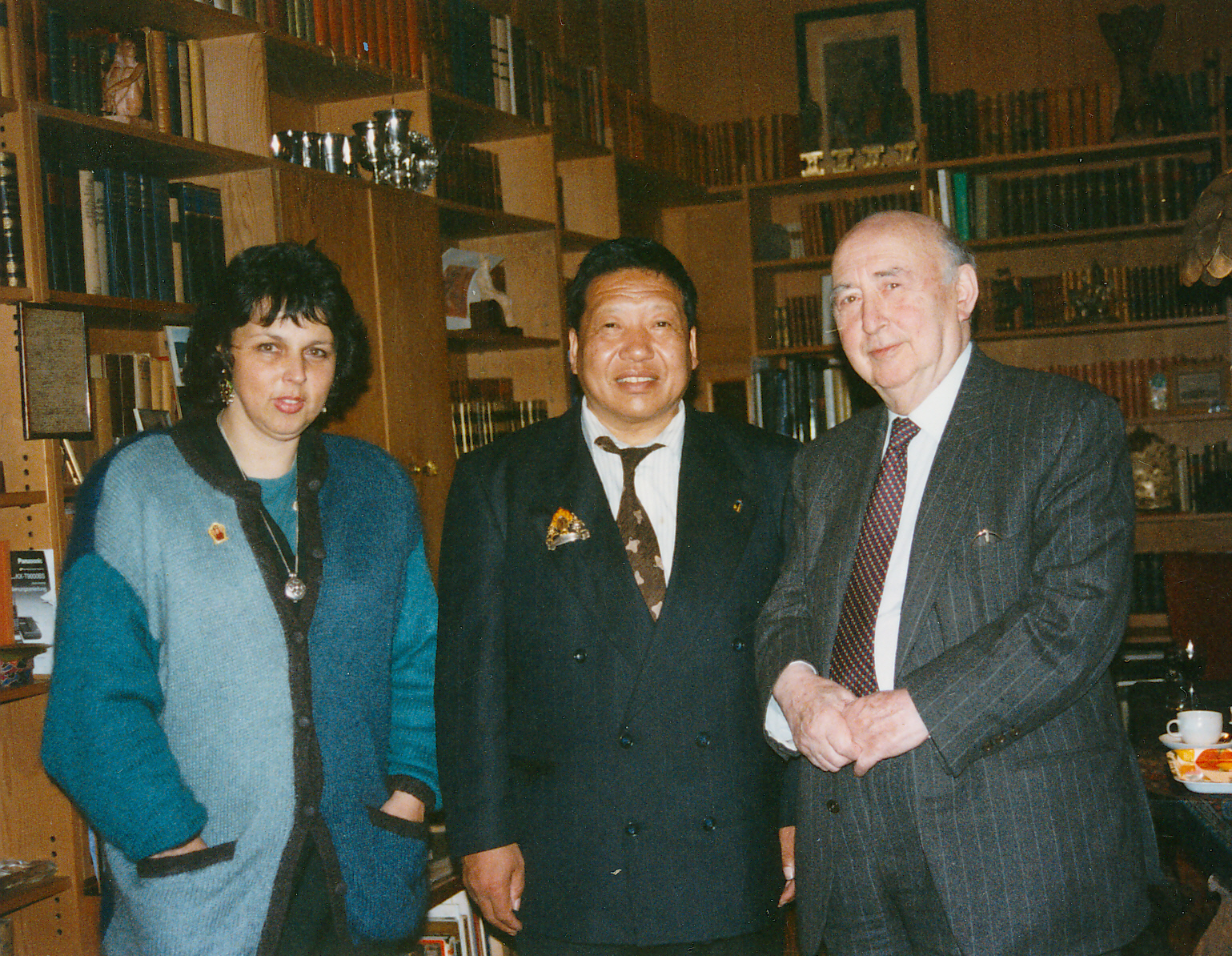
Lea Wyler, Akong Rinpoche und Veit Wyler: die Rokpa-International-Gründer

Veit Wyler (geboren 28. August 1908 in Baden AG; gestorben 18. Oktober 2002 in Zürich) war Schweizer Rechtsanwalt und zionistischer Politiker in der Schweiz.

## Leben
Wyler wurde als Sohn eines Kaufmanns geboren. Er wuchs zum Teil bei seinem Grossvater Leo Liepmann Kahn auf, einem Wiesbadener Rabbiner, der 60 Jahre lang «Lehrer dreier Generationen, Führergestalt des gesetzestreuen Judentums» gewesen sei. Er studierte 1926–1930 Jus an den Universitäten Zürich, Wien, Hamburg und Leipzig, wo er 1930 promoviert wurde. 1935 eröffnete er in Zürich eine Kanzlei. In diesem Jahr vertrat er den Kommunisten Heinz Neumann, der von den Nazis ausgebürgert worden war und sich illegal in der Schweiz aufhielt. 1936 übernahm er gemeinsam mit Eugen Curti den spektakulären Fall der Verteidigung von David Frankfurter. Wyler nahm von Deutschen keine Mandate an, «um nicht unwissentlich in die Lage zu kommen, einen Nazi zu vertreten».
Als «Linkszionist» engagierte er sich im öffentlichen jüdischen und zionistischen Leben der Schweiz und war von 1941 bis 1951 Präsident des «Schweizerischen Zionistenverbandes».
Wyler war seit 1944 mit der Schauspielerin und Übersetzerin Anna Katharina Salten (verw. Rehmann) (1904–1977) verheiratet. 1939 war ihr Vater Felix Salten, dessen Werke seit 1935 auf nationalsozialistischen Listen schädlichen und unerwünschten Schrifttums standen, mit seiner Frau aus Wien zu ihr nach Zürich geflüchtet. Wyler trat nach 1977 in das Erbe Saltens ein und führte Prozesse um das Copyright von Bambi.
Wyler leistete auf verschiedene Arten Hilfe bei der Aufnahme von Flüchtlingen in der Schweiz sowie bei deren Ausreise nach Palästina oder nach Südamerika. Er war auch an Freikaufaktionen für niederländische Juden beteiligt.
Nach 1950 war Wyler beim Jüdischen Weltkongress aktiv, 1960–1970 Präsident des Schweizer Keren Hajessod (Fonds zur Förderung der Entwicklung Israels), 1969 war er Mitglied der Kommission für Strukturänderung der zionistischen Weltorganisation und Mitglied des Executive Council und des Board of Governors of the Weizmann Institute of Science, zu dessen Ehrendoktor er ernannt wurde.
Gemeinsam mit seiner Tochter Lea und dem tibetischen Arzt Akong Tulku Rinpoche gründete Wyler 1980 das Hilfswerk Rokpa International.
Wyler war mit dem zweiten jüdischen Mitglied des schweizerischen Nationalrats, David Farbstein, und mit Friedrich Dürrenmatt befreundet. Er war von 1948 bis 1986 Herausgeber der Zeitschrift Das neue Israel und VR-Präsident der Uto Bank in Zürich.

## Schriften
- Im Lauf der Jahre. Leitartikel von Dr. Veit Wyler aus «Das neue Israel». Veröffentlicht von Privatverlag, 1968
- Zulassungszwang, Kontrahierungszwang, Stromsperre. Erfurt 1931, Zugl.: Leipzig, Jur. Diss. http://d-nb.info/363125477
- Louis Wyler, 19. Oktober 1872 – 3. März 1960. Von Veit Wyler, Josef Wyler, Berthold Wyler. Veröffentlicht von Die Herausgeber, 1972